# Eupogonius affinis
Eupogonius affinis är en skalbaggsart som beskrevs av Stefan von Breuning 1942. Eupogonius affinis ingår i släktet Eupogonius och familjen långhorningar.
Artens utbredningsområde är:
- Guatemala.
- Honduras.

Inga underarter finns listade i Catalogue of Life.